# Estació de Chaulnes
L'estació de Chaulnes és una estació ferroviària situada al municipi francès de Chaulnes (al departament del Somme).
És servida pels trens del TER Picardie.
| Provinença | Estació anterior | Línia        | Estació següent     | Destinació    |
| ---------- | ---------------- | ------------ | ------------------- | ------------- |
| Amiens     | Rosières         | TER Picardie | Nesle               | Saint-Quentin |
| Amiens     | Rosières         | TER Picardie | Curchy-Dreslincourt | Reims         |